# Arroyo de la Encomienda
Arroyo de la Encomienda is een gemeente in de Spaanse provincie Valladolid in de regio Castilië en León met een oppervlakte van 11,93 km². Arroyo de la Encomienda telt 19.042 inwoners (1 januari 2016).

## Demografische ontwikkeling
Bron: INE; 1857-2011: volkstellingen